# ساوان، سین‌کیانگ
ساوان (به اویغوری: ساۋەن شەھىرى، به قزاقی: ساۋان قالاسى) و یا  شاوان (به چینی: 沙湾市، به پین‌یین: Shāwān Shì) یک شهر (در سطح شهرستان) در ولایت تارباغاتای، که خود تابع ولایت خودمختار ایلی قزاق در منطقه خودمتار سین‌کیانگ اویغور چین است.
در ژانویه ۲۰۲۱، «شهرستان ساوان» به شهر در سطح شهرستان ارتقاء یافت.

## جمعیت
| ترکیب قومیتی شهر ساوان | ترکیب قومیتی شهر ساوان | ترکیب قومیتی شهر ساوان | ترکیب قومیتی شهر ساوان | ترکیب قومیتی شهر ساوان |
| ---------------------- | ---------------------- | ---------------------- | ---------------------- | ---------------------- |
| قومیت                  | قومیت                  |                        | درصد                   | درصد                   |
| هان                    | هان                    |                        | ۶۴٫۵٪                  | ۶۴٫۵٪                  |
| قزاق                   | قزاق                   |                        | ۱۸٫۴٪                  | ۱۸٫۴٪                  |
| هوئی                   | هوئی                   |                        | ۱۱٫۱٪                  | ۱۱٫۱٪                  |
| اویغور                 | اویغور                 |                        | ۴٫۷٪                   | ۴٫۷٪                   |
| مغول                   | مغول                   |                        | ۰٫۲٪                   | ۰٫۲٪                   |
| روس                    | روس                    |                        | ۰٫۱٪                   | ۰٫۱٪                   |
| منجو                   | منجو                   |                        | ۰٫۱٪                   | ۰٫۱٪                   |
| سایر                   | سایر                   |                        | ۰٫۸٪                   | ۰٫۸٪                   |
| منبع سرشماری جمعیت :   |                        |                        |                        |                        |